# Dans la peau d'une ronde

Dans la peau d'une ronde (To Be Fat Like Me) est un téléfilm canado-américain réalisé par Douglas Barr diffusé le 8 janvier 2007 sur Lifetime.

## Synopsis
Jolie, populaire, Aly Schimdt projetait de gagner une bourse de sport au collège, mais une blessure au genou ruine ses chances. Elle décide de s'inscrire à un concours documentaire dans l'espoir de gagner de l'argent pour l'université. Elle croit que les personnes en surpoids, tout comme sa maman et son frère, semblent avoir des excuses sur la manière dont le monde les perçoit. Alors Aly décide de s'introduire dans une école secondaire rivale comme une personne fortement en surpoids pour le documentaire, mais sans changer sa personnalité. Aly a l'intention et l'espoir de prouver que la personnalité va éclipser l'apparence physique. Mais quand elle est confrontée au ridicule, aux harcèlements et injures, elle commence à voir les choses différemment.

## Fiche technique
- Titre original : To Be Fat Like Me
- Titre français : Dans la peau d'une ronde
- Réalisation : Douglas Barr
- Scénario : Michelle Lovretta
- Société de production : Ardmore Productions, CanWest Global Television Network, CBS Paramount Television
- Genre : Comédie, drame
- Durée : 89 minutes
- Pays : États-Unis, Canada

## Distribution
- Kaley Cuoco (VF : Laura Préjean) : Alyson Schimdt[2]
- Caroline Rhea (VF : Maïk Darah) : Madelyn[2]
- Ben Cotton : Warren
- David Lewis : M. Johnson
- Rachael Cairns (en) : Jaimie
- Melissa Halstrom : Ramona
- Carlo Marks (VF : Paolo Domingo) : Michael
- Brandon Olds : Adam
- Adrienne Carter (VF : Karine Foviau) : Kendall

- Version française
  - Studio de doublage : Dubbing Brothers[3]
  - Direction artistique : Hervé Rey
  - Adaptation : ?

## Accueil
Le téléfilm a été vu par environ 3,7 millions de téléspectateurs lors de sa première diffusion.